# Régnié-Durette
Régnié-Durette ist eine französische Gemeinde mit 1.159 Einwohnern (1. Januar 2022) im Département Rhône in der Region Auvergne-Rhône-Alpes. Régnié-Durette gehört zum Arrondissement Villefranche-sur-Saône und zum Kanton Belleville-en-Beaujolais (bis 2015: Kanton Beaujeu). Die Einwohner werden Durégnatons genannt.

## Geografie
Régnié-Durette befindet sich etwa 18 Kilometer nordnordwestlich von Villefranche-sur-Saône.

### Nachbargemeinden
Umgeben wird Régnié-Durette von den Nachbargemeinden Villié-Morgon im Norden und Osten, Cercié im Süden und Südosten, Quincié-en-Beaujolais im Süden und Südwesten, Lantignié im Westen sowie Deux-Grosnes mit Avenas im Nordwesten.

## Geschichte
1973 wurden die Gemeinden Régnié und Durette zusammengeschlossen.

### Bevölkerungsentwicklung
| Jahr                       | 1962 | 1968 | 1975 | 1982 | 1990 | 1999 | 2006 | 2013 |
| Einwohner                  | 636  | 620  | 818  | 774  | 910  | 905  | 963  | 1094 |
| Quellen: Cassini und INSEE |      |      |      |      |      |      |      |      |

## Sehenswürdigkeiten

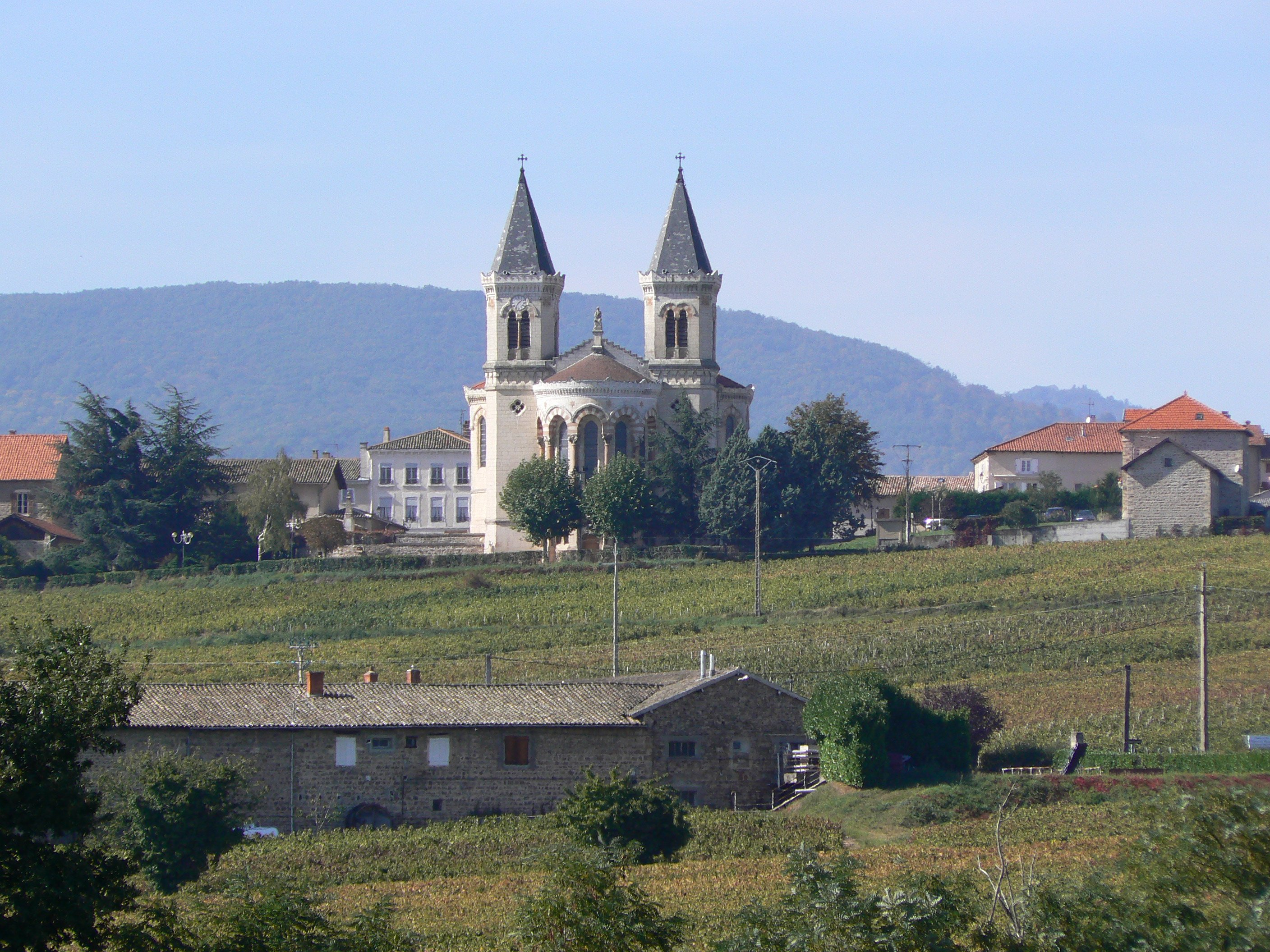
Kirche Saint-Jean-Apôtre, 1867 erbaut
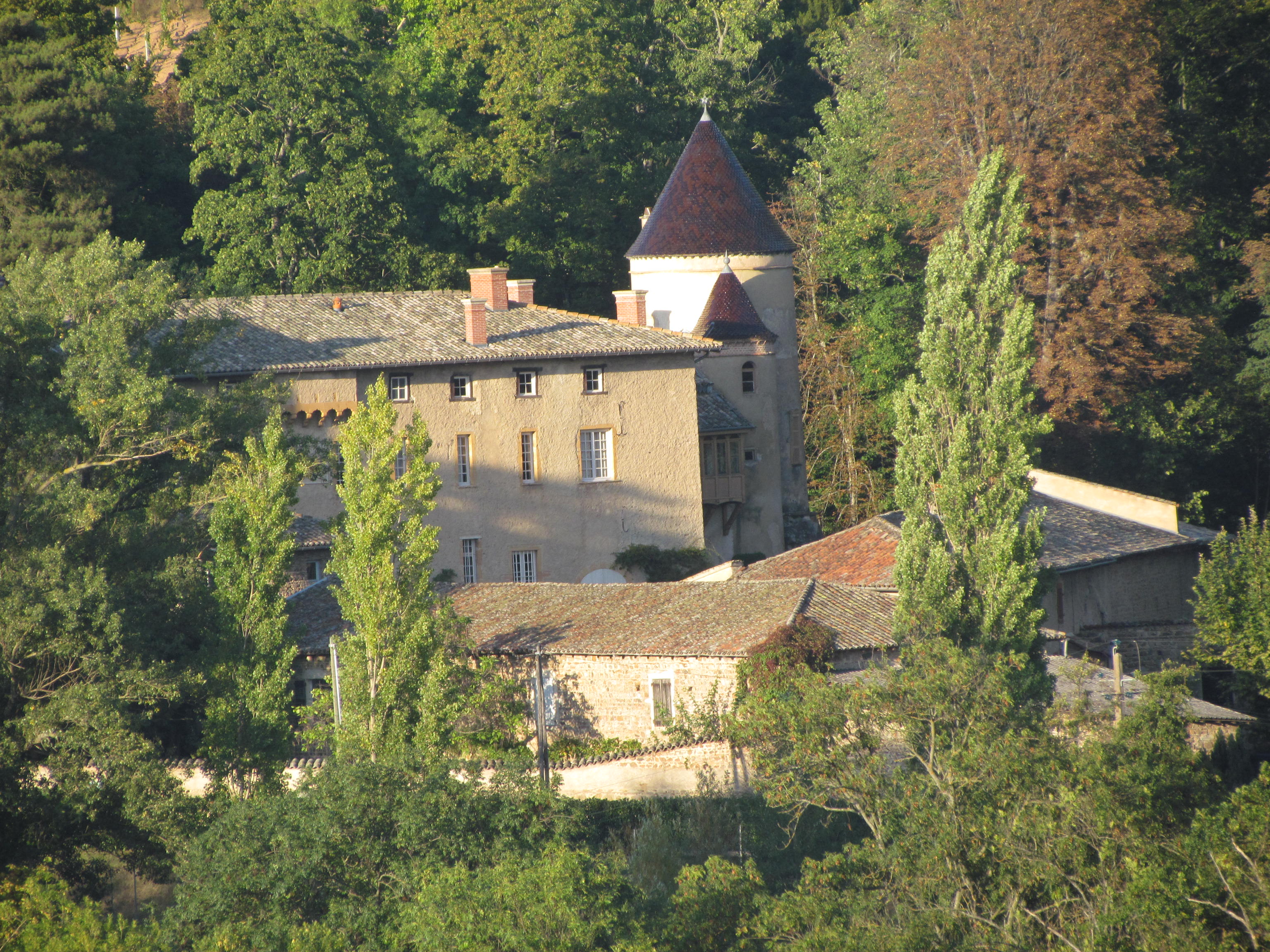
Schloss La Pierre
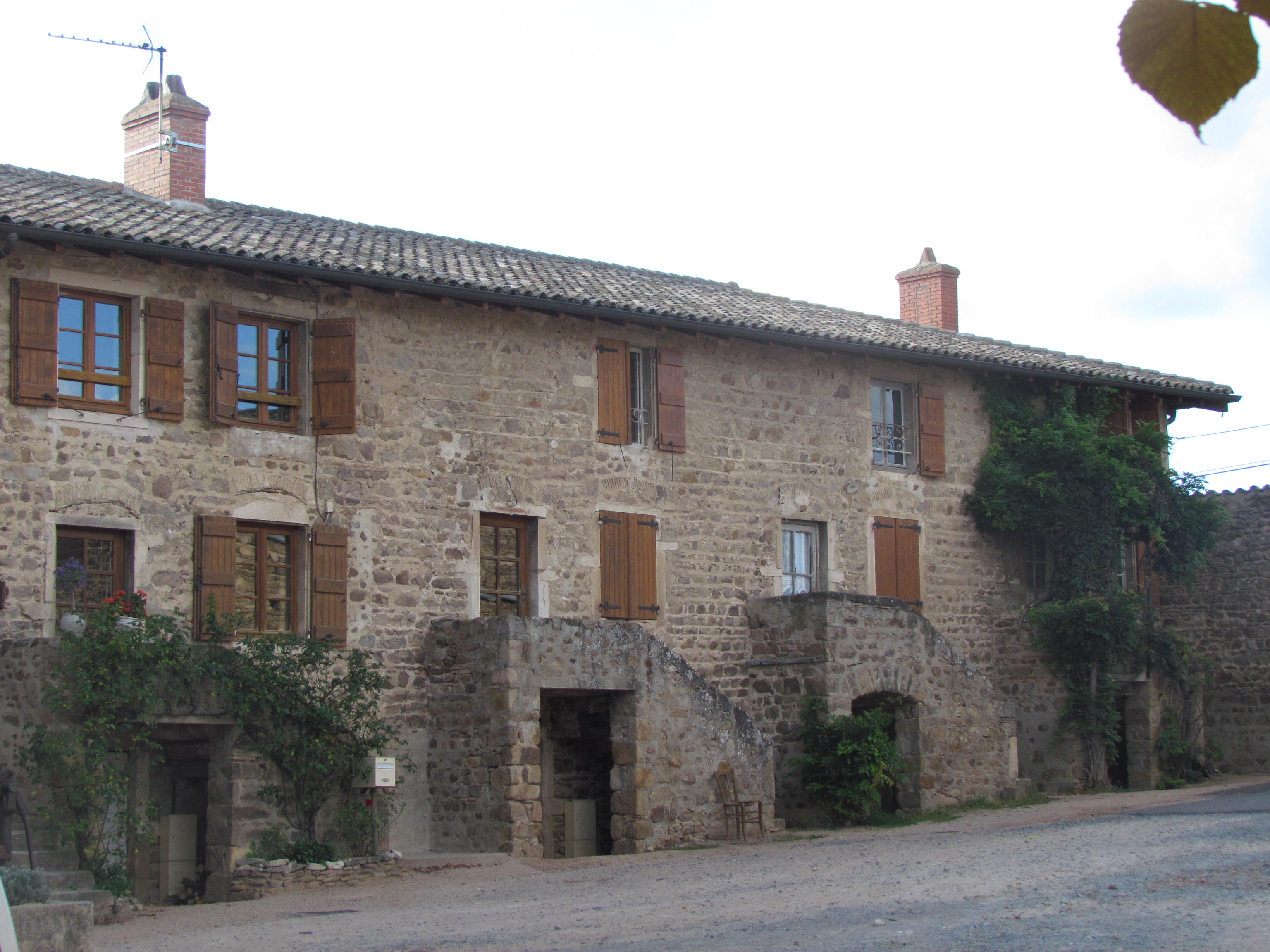
Domäne La Grange-Charton, seit 1994 Monument historique

- Kirche
Saint-Jean-Apôtre
- Schloss
La Pierre
- Domäne
La Grange-Charton